# Karine Ndjoko
Karine Ndjoko Ioset, née en 1969 à Kisantu, est une femme de sciences congolaise et professeure d'université,. Elle est la première femme noire diplômée en chimie de l'université de Neuchâtel en Suisse en 1994. 

## Biographie
Karine Ndjoko, naît à Kisantu dans la province de Kongo-Central d'une famille de 5 filles, dont elle est la deuxième, du père Ndjoko Mulopo Nku un ex-séminariste et directeur de l'ex-banque du Zaïre, de la mère Dungu Kiani une infirmière. À l'âge de 12 ans, elle et sa famille quittent Kinshasa pour s'installer en Roumanie puis en Suisse.  
Karine Ndjoko a étudié la chimie à l'université de Neuchâtel et a obtenu son Master of Science (MSc) en 1996 et obtient son doctorat (Ph.D.) en 2000 à l'université de Lausanne. Elle poursuit avec un diplôme de post-doctorat à l'université de Copenhague au Danemark. Cheffe de service analytique de la faculté de sciences pharmaceutiques de l'université de Genève, elle quitta ce poste en 2012 pour devenir manager d'un programme d'octroi de bourses d'études aux étudiants congolais avec pour ambition de faire de futurs professeurs d'université. Le programme est BEBUC (Bourse d'excellence Bringmann aux universités congolaises) de l'université de Wurtzbourg en Allemagne. Depuis 2015, elle est professeure de chimie à l'université de Lubumbashi.   

## Distinction
De ses recherches sur la détention des substances toxiques des produits pharmaceutiques sur base des plantes, elle a développé des méthodes d'analyse pour les détecter et les quantifier, cela lui valant de recevoir le « Prix Alfred-Vogel »,.

## Vie privée
Karine Ndjoko est mère de famille, mariée à Jean-Robert Ioset. Celui-ci est pharmacien de formation, titulaire d'un doctorat en chimie du végétal de l'université de Lausanne.